# Invernadero Cris-P
Invernadero Cris-P är en ort i Mexiko.   Den ligger i kommunen Imuris och delstaten Sonora, i den nordvästra delen av landet, 1 700 km nordväst om huvudstaden Mexico City. Invernadero Cris-P ligger 884 meter över havet och antalet invånare är 319.
Terrängen runt Invernadero Cris-P är platt åt sydväst, men åt nordost är den kuperad. Runt Invernadero Cris-P är det mycket glesbefolkat, med 4 invånare per kvadratkilometer. Närmaste större samhälle är Imuris, 6,0 km söder om Invernadero Cris-P. Omgivningarna runt Invernadero Cris-P är i huvudsak ett öppet busklandskap.